# ترملا
ترملا (به عربی: ترملا) یک روستا در سوریه است که در ناحیه کفرنبل واقع شده‌است. ترملا ۱٬۵۵۶ نفر جمعیت دارد.